# Roberto Román Triguero
Roberto Román Triguero (Madrid, 11 juli 1985) - alias Tito - is een Spaans voetballer die doorgaans als verdediger speelt. Hij verruilde CD Leganés in juli 2018 voor Rayo Vallecano.

## Spelerscarrière
Tito begon zijn carrière bij RSD Alcalá, dat toen in derde klasse speelde. In 2004 maakte hij de overgang naar Mallorca B, het tweede elftal van RCD Mallorca. Na twee jaar pikte de toenmalige derdeklasser AD Alcorcón hem op bij Mallorca. Tito speelde drie jaar bij Alcorcón en maakte in 2009 de overstap naar Rayo Vallecano, dat toen in de Segunda División A speelde. Op 28 augustus 2011 maakte hij met deze club zijn debuut in de Primera División, tegen Athletic Bilbao.
1 Cárdenas ·
2 Rațiu ·
3 Chavarría ·
4 Díaz ·
5 Aridane ·
6 Ciss ·
7 Isi ·
8 Trejo  ·
9 De Tomás ·
10 James ·
11 Nteka ·
12 Guardiola ·
13 Batalla ·
14 Camello ·
15 Gumbau ·
16 Mumin ·
17 U. López ·
18 Á. García ·
19 de Frutos ·
20 Balliu ·
21 Embarba ·
22 Espino ·
23 Valentín ·
24 Lejeune ·
25 Montiel ·
27 Pelayo ·
29 Méndez ·
Coach: Pérez
· Assistent-coach: Adrián